# داستان‌های ارواح (آلبوم کلدپلی)
داستان‌های ارواح (به انگلیسی: Ghost Stories) آلبومی از کلدپلی، گروه موسیقی بریتانیایی است که در ۱۶ مه ۲۰۱۴ توسط پارلفون و آتلانتیک رکوردز منتشر شد. این آلبوم تم غمگین دارد و بیشتر به جدایی کریس مارتین از همسر سابقش گوئینت پالترو اشاره شده‌است. سبک موسیقی این آلبوم از آلترناتیو راک فاصله گرفته و سبک سینث پاپ و الکترونیکا را پیش گرفته‌است اما قسمت‌هایی از موسیقی راک در آلبوم همچنان دیده می‌شود.
توسط چندین رسانه گزارش شده‌است که کریس مارتین گفته‌است که این آلبوم از جدایی او و گوئینت پالترو در سال ۲۰۱۴ الهام گرفته شده‌است.

## تک‌آهنگ‌ها
موزیک ویدیو تک آهنگ «نیمه شب» ابتدا در ۲۵ فوریه منتشر شد که بعد ۲ ماه این آهنگ به عنوان دومین تک آهنگ به فروش رسید. «جادو» اولین تک آهنگ این آلبوم است که توانست رتبه ۱۰ انگلیس و ۱۴ آمریکا را به دست آورد. سومین تک آهنگ این آلبوم «یک آسمان پرستاره» بود که توانست در اکثر کشورها در بین ۱۰ آهنگ برتر باشد. همچنین «یک آسمان پرستاره» توانست نامزد جایزه گرمی شود. «عشق حقیقی» و «جوهر» از تک آهنگ‌های دیگر این آلبوم به حساب می‌آید.

## فهرست آهنگ‌ها
| شماره | نام                  | نویسنده(ها)                                     | تهیه‌کننده                                     | مدت  |
| ----- | -------------------- | ----------------------------------------------- | --------------------------------------------- | ---- |
| ۱.    | «همیشه در یادم هستی» | کریس مارتین، جانی باکلند ٬گای بریمن ٬ویل چمپیون | پل اپورث ٬ریک سیمپسون ٬دنیل گرین              | ۳:۳۶ |
| ۲.    | «جادو»               | کریس مارتین، جانی باکلند ٬گای بریمن ٬ویل چمپیون | پل اپورث ٬ریک سیمپسون ٬دنیل گرین              | ۴:۴۵ |
| ۳.    | «جوهر»               | کریس مارتین، جانی باکلند ٬گای بریمن ٬ویل چمپیون | پل اپورث ٬ریک سیمپسون ٬دنیل گرین              | ۳:۴۸ |
| ۴.    | «عشق حقیقی»          | کریس مارتین، جانی باکلند ٬گای بریمن ٬ویل چمپیون | پل اپورث ٬ریک سیمپسون ٬دنیل گرین              | ۴:۰۵ |
| ۵.    | «نیمه شب»            | کریس مارتین، جانی باکلند ٬گای بریمن ٬ویل چمپیون | پل اپورث ٬ریک سیمپسون ٬دنیل گرین، جان هاپکینز | ۴:۵۴ |
| ۶.    | «آغوش دیگری»         | کریس مارتین، جانی باکلند ٬گای بریمن ٬ویل چمپیون | پل اپورث ٬ریک سیمپسون ٬دنیل گرین              | ۳:۵۴ |
| ۷.    | «اقیانوس‌ها»          | کریس مارتین، جانی باکلند ٬گای بریمن ٬ویل چمپیون | پل اپورث ٬ریک سیمپسون ٬دنیل گرین              | ۵:۲۱ |
| ۸.    | «یک آسمان پرستاره»   | کریس مارتین، جانی باکلند ٬گای بریمن ٬ویل چمپیون | پل اپورث ٬ریک سیمپسون ٬دنیل گرین، آویچی       | ۴:۲۸ |
| ۹.    | «O(پرواز کن)»        | کریس مارتین، جانی باکلند ٬گای بریمن ٬ویل چمپیون | پل اپورث ٬ریک سیمپسون ٬دنیل گرین              | ۷:۴۷ |

| Ghost Stories — تارگت deluxe edition | Ghost Stories — تارگت deluxe edition | Ghost Stories — تارگت deluxe edition |
| شماره                                | نام                                  | مدت                                  |
| ------------------------------------ | ------------------------------------ | ------------------------------------ |
| ۱۰.                                  | «تمام دوستان تو»                     | ۳:۳۲                                 |
| ۱۱.                                  | «داستان ارواح»                       | ۴:۱۷                                 |
| ۱۲.                                  | «O(بازسازی شده)»                     | ۱:۳۷                                 |
| مجموع مدت:                           | مجموع مدت:                           | ۴۹:۴۰                                |